# 파란트로푸스 로부스투스
파란트로푸스 로보스투스(Paranthropus robustus)는 화석 인류의 하나이다. 1938년 남아프리카 공화국에서 의사인 브룸 씨에 의해 발견되었으며, 최초로 발견된 파란트로푸스이다. '로보스투스'라는 이름은 '건장하다'라는 말에서 유래되었다. 약 200만~120만년 전에 살았다. 남성의 키는 약 120cm즈음 되며 몸무게는 54kg이었으며 여성의 키는 1m이고 몸무게는 40kg였다. 이것으로 보아 성별에 따른 차이가 큼을 알 수 있다. 뇌용량은 약 410~500cc정도 되었다.